# Saccharine Trust
I Saccharine Trust sono un gruppo musicale post-hardcore formato in California nel 1980 dal cantante Jack Brewer e dal chitarrista Joe Baiza.
Il loro EP Paganicons compare nell'elenco dei 50 dischi preferiti da Kurt Cobain nei suoi diari pubblicati postumi,

## Discografia

### Album in studio
- Surviving You, Always (1984, SST)
- We Became Snakes (1986, SST)
- The Great One Is Dead (2001, Hazelwood)

### EP
- Paganicons (1981, SST)

### Singoli
- A Christmas Cry (1981, SST)

### Album dal vivo
- Worldbroken (1985, SST)
- Past Lives (1989, SST)

### Compilation
- The Sacramental Element (1986, SST)